# Genista 'Porlock'
Cultivar
Genista 'Porlock' est un cultivar hybride de genêt. C'est un hybride entre Genista monspessulana et Genista ×spachiana.

## Description
C'est un arbuste pouvant atteindre deux à trois mètres. Son feuillage est semi-persistant en conditions favorables. Il fleurit vers mars/ avril avec des fleurs papillonées jaune or.